# Kasteel van Waarde
Het kasteel van Waarde stond in het Nederlandse dorp Waarde, provincie Zeeland.

## Geschiedenis
De abdij Ten Duinen had eind 12e/begin 13e eeuw de schorren bedijkt en er vijf polders aangelegd. In 1222 verkocht de abdij de polders aan Wolfert, zoon van Wisse van Burgh, en de broers Dankert en Hugo, zonen van Willem van Welle. De abdij bleef overigens wel fungeren als leenheer en behield tevens het tiendrecht. Van Hugo is hierna niets meer vernomen, maar Wolfert en Dankert noemden zich in 1223 al Van Waarde en gedroegen zich als ambachtsheren. Hun zonen Jan respectievelijk Dirk volgden hun vaders op als leenmannen van Ten Duin en werden in 1251 genoemd als de eigenaren van de heerlijkheid Waarde.
Het kasteel van de heren Van Waarde zal in de 13e eeuw zijn gebouwd, maar wanneer dat precies plaatsvond is niet bekend. Een melding uit 1223 over een Hof van Waarde zal geen betrekking hebben op het kasteel maar op de 12e-eeuwse grangia van de abdij. Bij deze grangia en het kasteel ontstond het dorpje Waarde. In de jaren 1264-1269 had Waarde overigens veel te lijden van overstromingen en uiteindelijk moesten de monniken van Ten Duinen het gebied herdijken. 
Graaf Willem III beleende in 1323 Claes Stromsz. van der Waerde met het dijkgraafschap tussen Honte en Hinkele. David Jansz. van Baarsdorp kreeg in 1434 de heerlijkheid Waarde in bezit: vermoedelijk had hij de heerlijkheid geërfd.
Waarschijnlijk is het kasteel tijdens de vele stormvloeden van de 15e en 16e eeuw verloren gegaan.

## Beschrijving
Over het kasteel is weinig bekend. Het was vermoedelijk een mottekasteel. In de 17e eeuw stond de locatie bekend als Coolhoff en bij de overstroming van 1682 diende de heuvel nog als vluchtplek voor de bevolking.
In de 19e eeuw werd de heuvel aangeduid als de Kasteelberg. In 1957 is deze Kasteelberg archeologisch onderzocht, waarbij funderingen zijn aangetroffen uit de 14e of 15e eeuw. De heuvel is hierna afgegraven als onderdeel van de ruilverkavelingen.
Aldegonde · Kasteel van Axel · Baarland · Baarsdorp · Barbestein · Biervliet · Bieweg · Blodenburg · Huis der Boede · Brijdorpe · Bruëlis · 't Burchtje · Burggravensteen · Buttinge · Coxijde · Crayenstein · Duinbeek · Duivelsberg · Ellewoutsdijk · Filippenburg · Geersdijk · Gistellis · Gravenhof · Slot Haamstede · Kasteel Hellenburg · Herkestein · Heuvelsweg · Hoge Huis · Ter Hooge · Hoogkamer · Kats · Kind van Trente · Kleverskerke · Kortgene · Kreke · Kruiningen · Laterdale · Lodijke · Maalstede (Hulst) · Maalstede (Kapelle) · Magdalon · Hof Ter Moere · Moermond · Te Mortiere · Muiden · Hof ter Nisse (Nisse) · Hof ter Nisse (Ossenisse) · Oostende · Oostende (Goes) · Oosterstein · Poelvoorde · Poortvliet · Popkensburg · De Pottere · Poucques · Pronkenburg · Ravenstein · Saeftingher Slot · Kasteel van Sint-Maartensdijk · Schengen · Sluis · Smallegange · Stavenisse · Tolhuis van Iersekeroord · Huus ter Tolne · Torenberg · Torenhoeve · Toren van Bourgondië · Troye · Valkenisse · Vinninghen · Vlissingen · Voorhoute · Waarde · Watervliet · Weldamme · Welland · Huis te Werf · Te Werve · Westenschouwen · Westhove · Westkerke · Windenburg · Zandenburg · Zwanenburg